# Médaille de l'Organisation interaméricaine de défense
La médaille de l'Organisation interaméricaine de défense est une décoration militaire internationale qui a été créée le 11 décembre 1945 lors de la 91e séance de l'Organisation interaméricaine de défense, un groupe de défense panaméricain consacré à la sécurité des pays membres de l'Organisation des États américains,.
La médaille est décernée à tout officier militaire servant dans un pays membre de l'Organisation des États américains qui effectue une tournée de service auprès de l'Organisation interaméricaine de défense (OID). La décoration est également décernée au personnel militaire qui sert au sein des équipes de la présidence ou du secrétariat de l'OID, ou à ceux qui effectuent des tournées d'instructeurs au sein du Collège interaméricain de défense. Elle peut enfin être remise aux personnes qui ont particulièrement œuvré à la coopération et au développement de l'Organisation interaméricain de défense.
La médaille de l'Organisation interaméricaine de défense st une décoration à une seule classe, mais elle peut être accompagnée d'étoiles argentées et dorées d'environ 5 millimètres (3⁄16 pouces) selon la durée du service d'une personne au sein de l'Organisation interaméricaine de défense. Une étoile ou une barre de service en argent est décernée pour une année de service, une étoile ou une barre de service en or pour deux années de service, deux étoiles ou barres d'or pour trois à cinq années de service et trois étoiles ou barres d'or pour plus de cinq années de service. Les militaires américains qui ont reçu la décoration de l'Organisation interaméricaine de défense peuvent porter la médaille ou le ruban lorsqu'ils assistent à des réunions, des cérémonies ou en d'autres occasions lorsque des membres latino-américains de l'Organisation sont présents. 

## Utilisation avec les insignes militaires nationaux des États membres

### États-Unis
Aux États-Unis, la médaille de l'Organisation interaméricaine de défense n'a été reconnue comme récompense militaire que le 12 mai 1981. Depuis lors, la médaille a été approuvée pour être portée sur les uniformes militaires des États-Unis et suivra les décorations militaires des États-Unis et avant les récompenses militaires des différents pays étrangers.

## Autres récompenses similaires
La médaille de l'Organisation interaméricaine de défense est similaire à la médaille de l'OTAN, la médaille des Nations Unies, la médaille du service des Nations Unies et la médaille de la force multinationale et des observateurs.